# Röstrubbningar
Röstrubbningar kallas problem med röstfunktionen. De kan delas in i funktionella, funktionellt/organiska och organiska röstrubbningar. Röstrubbningar behandlas inom sjukvården med fonokirurgi och röstterapi (undantaget cancer, se nedan under Organiska röstrubbningar). För att utreda och behandla röstrubbningar krävs kontakt med foniater/ÖNH-läkare och logoped.
Det som nedan kallas röstmissbruk kan innebära olika kombinationer av bristande röstteknik, tal i utsatta miljöer (buller, dålig akustik, dålig luft), harklingsovana, rökning m.m.

## Funktionella röstrubbningar
En röstavvikelse som klassas som funktionell har sin förklaring i den drabbades röstbeteende, såsom röstansträngning, röstmissbruk. Det finns inga synbara förändringar på stämbanden. De funktionella röstrubbningarna behandlas med röstterapi hos logoped.
- Fonasteni eller rösttrötthet, den vanligaste diagnosen inom området, förekommer vanligen då rösten ansträngts hårt/länge tillsammans med bristande röstteknik.
- Psykogen dysfoni/afoni, röstavvikelser med psykiska orsaker, till exempel psykosomatik.
- Funktionella målbrottstörningar, när det är svårt att hitta ett nytt taltonläge i målbrottet trots att de organiska förutsättningarna finns.

## Funktionellt/organiska röstrubbningar
En funktionellt/organiska röstrubbning innebär godartade förändringar på stämbanden som har uppstått genom röstansträngning/röstmissbruk. Dessa röstrubbningar behandlas med röstterapi hos logoped och ofta även fonokirurgi.
- Stämbandsknottror eller stämbandsknutor (eng: Vocal nodules), svullnader/uppdrivningar mitt på båda stämbanden, förekommer i pricip endast hos kvinnor (exempelvis "sångarknutor") och barn ("skrikknottror") vars stämband slår ihop oftare vid tal än mäns. Orsakas vanligen av långvarig röstansträngning och kan liknas vid "valkar" på stämbanden. Symtomen är heshet, hos sångare svårighet att sjunga höga toner med svag röst. Kräver mycket röstterapi och ibland även kirurgisk åtgärd. Praktiskt taget alla barnknottror försvinner av sig själva under puberteten.
- Stämbandspolyp, en vätskefylld blåsliknande förändring på stämbanden, uppstår vanligen vid enstaka hög röstanstränging. Behandlingspaketet består av röstterapi och operation. I sällsynta fall försvinner polypen av sig själv.
- Reinke-ödem, vätskefyllda stämband, orsakas så gott som alltid av rökning och ger en mycket djup röst. Behandlingen består av rökstopp, röstterapi och operation.
- Kronisk laryngit, varaktigt inflammatoriskt retningstillstånd i struphuvudets slemhinnor, kan orsakas av en tidigare akut laryngit (se nedan) som misskötts, miljöbetingade irritationsfaktorer som inandning av kemiska preparat/ångor eller dylikt.
- Kontaktgranulom, uppdrivningar på stämbanden som vanligen orsakas av röstmissbruk, eventuellt i kombination med sura uppstötningar (gränsar till att vara en organisk röstrubbning).

## Organiska röstrubbningar
Organiska röstrubbningar är stämbandsförändringar och funktionsnedsättningar av olika slag som leder till röststörningar. Dessa röstrubbningar behandlas med röstterapi hos logoped och ofta även operation.
- Stämbandsförlamning, neurologisk orsak, till exempel hjärnskada eller skada på en perifer nerv, s.k. recurrenspares.
- Spasmodisk dysfoni, ryckiga och spastiska stämband som kan ge ett "gråtande" intryck, neurologisk orsak.
- Rösttremor, darrande röst, neurologisk orsak.
- Akut laryngit, inflammerade stämband, förekommer i någon grad i samband med de flesta förkylningar. Det är viktigt med röstvila för att stämbandsinflammationen inte ska leda till någon annan röstrubbning, såsom fonasteni eller kronisk laryngit.
- Endokrinologiska målbrottsstörningar, avvikelser i målbrottet på grund av hormonrubbningar.
- Mekaniska röstrubbningar såsom trauma, sammanväxningar, intubationsgranulom, ankylos (ledbesvär) m.fl.
- Papillom, orsakas av vårtvirus.
- Cysta.
- Sulcus eller stämbandsfåra, medfödd avvikelse i stämbandets ytliga skikt som förekommer främst hos personer med ursprung i medelhavsområdet.
- Åldersförändringar.
- Cancer, till exempel larynxcancer/strupcancer, förstås viktigt att upptäcka tidigt. Små strupcancertumörer försvinner ofta med strålning. I värsta fall får cancern åtgärdas med bortoperation av struphuvudet, s.k. laryngektomi, varefter den drabbade får andas genom en öppning på halsen in till luftstrupen och prata med hjälp av en röstventil mellan luftstrupen och matstrupen.